# Liolaemus uspallatensis
Liolaemus uspallatensis este o specie de șopârle din genul Liolaemus, familia Tropiduridae, descrisă de Macola și Vitorino Paiva Castro în anul 1982. Conform Catalogue of Life specia Liolaemus uspallatensis nu are subspecii cunoscute.